# Холланд, Джон, 2-й герцог Эксетер
Джон Холланд (англ. John Holland; 29 марта 1395 — 5 августа 1447) — английский аристократ и военный деятель периода Столетней войны, 2-й граф Хантингдон (1416—1447), 2-й герцог Эксетер (1439—1447), лорд-адмирал Англии (1435—1447).

## Биография
Второй сын Джона Холланда, 1-го графа Хантингдона (с 1387) и 1-го герцога Эксетера (1397—1399), и Элизабет Ланкастер, дочери Джона Гонта, герцога Ланкастерского и его жены Бланки.
Родственник королевской династии Ланкастеров. Племянник Генриха IV Болинброка, двоюродный брат Генриха V Монмута и двоюродный дядя короля Генриха VI.
В январе 1400 года, когда Джон был ещё ребёнком, его отец Джон Холланд, был обвинён в заговоре против короля Англии Генриха IV, лишён титулов и казнён. Его сын Джон Холланд также был лишён семейных титулов и владений.
В 1415 году Джон Холланд участвовал в военной экспедиции английского короля Генриха V во Франции, участвовал в осаде и взятии Арфлёра, а затем в битве при Азенкуре.
В 1416 году король Англии Генрих V возвратил Джону Холланду титул графа Хантингдона и пожаловал его в рыцари ордена Подвязки. В 1417 году он принимал участие в осаде и взятии Кана.
В течение следующих пяти лет он занимал различные важные командные должности в английской армии во Франции. В 1420 году Джон Холланд был назначен констеблем Лондонского Тауэра. 21 марта 1421 года сражался против французской армии в битве при Боже, где был взят в плен и провёл в неволе четыре года. В 1425 году Джон Холланд был освобождён из французского плена.
В 1435 году он был назначен лордом-адмиралом Англии, Ирландии и Аквитании. В 1439 году Джон Холланд был назначен королевским лейтенантом (наместником) в Аквитании, затем губернатором Аквитании. В том же году ему был возвращён титул герцога Эксетера, ранее принадлежавший его отцу.
5 августа 1447 года 52-летний Джон Холланд скончался, ему наследовал сын Генри Холланд, 3-й герцог Эксетер и 3-й граф Хантингдон.

## Семья и дети
Джон Холланд был трижды женат. 6 марта 1427 года он женился на леди Анне Стаффорд (ок. 1408—1432), дочери Эдмунда Стаффорда, 5-го графа Стаффорда, и Анны Глостерской, вдове Эдмунда Мортимера, 5-го графа Марча. Они имели сына и дочь:
- Генри Холланд (1430—1475), 3-й герцог Эксетер и 3-й граф Хантингдон (1447—1475), и лорд-адмирал Англии (1450—1461)
- Энн Холланд (? — 1432), 1-й муж — сэр Джон Невилл (ум. 1450), сын Ральфа Невилла, 2-го графа Уэстморленда, 2-й муж — Джон Невилл (ок. 1410—1461), барон Невилл (с 1459), 3-й муж — Джеймс Дуглас (1426—1491), 9-й граф Дуглас

Вторично 20 января 1433 года Джон Холланд женился на Беатрисе Португальской (ок. 1386—1439), незаконнорождённой дочери короля Португалии Жуана I Великого от Инес Перес Эстевес, вдове Томаса Фицалана, 12-го графа Арундела.
В третий раз женился на леди Энн Монтегю (ум. 1457), дочери Джона Монтегю (ок. 1350—1400), 3-го графа Солсбери, и Матильды Фраунсейс, вдове сэра Ричарда Ханкефорда и сэра Льюиса Джогана. Второй и третий браки были бездетны.
Также он имел несколько незаконнорождённых сыновей: Уильяма, Томаса и Роберта, которых называли «Бастарды Экстера». Они участвовали в Войне Алой и Белой Роз, согласно данным английского историка Джона Стоу, двое из них погибли в битве при Таутоне в 1461 году.